# Račja vas
Račja vas je naselje u Općini Brežice u istočnoj Sloveniji. Račja vas se nalazi u pokrajini Dolenjskoj i statističkoj regiji Donjoposavskoj. 

## Stanovništvo
Prema popisu stanovništva iz 2002. godine Račja vas je imala 82 stanovnika.

### Etnički sastav
1991. godina:
- Slovenci: 73 (88%)
- Hrvati: 2 (2,4%)
- Nepoznato: 8 (9,6%)